# Opowiadania starego astronoma
Opowiadania starego astronoma – popularnonaukowa książka stanowiąca zbiór felietonów poruszających różne zagadnienia o tematyce astronomicznej, od spraw historycznych po najnowsze badania kosmosu. Jej autorem jest Józef Smak.
W książce przedstawione są zmiany w sposobie prowadzenia obserwacji astronomicznych w ostatnich kilkudziesięciu latach, historia Obserwatorium Licka, pomysł teleskopu globalnego, historia utraty przez Plutona statusu planety i wyjaśnienie przyczyn tego faktu. W kolejnych rozdziałach opisane zostały przykłady wpływu astronomii na rozwój innych dziedzin nauki: fizyki oraz historii. Omówiono także ważne tematy badań współczesnej astronomii: dyski akrecyjne oraz czarną dziurę w centrum Drogi Mlecznej. Przedstawione są też własne doświadczenia autora dotyczące Międzynarodowej Unii Astronomicznej oraz problemów z cenzurą w czasach PRL.
Książka została wydana ze wsparciem finansowym z Ministerstwa Nauki i Szkolnictwa Wyższego. ISBN 978-83-7285-516-9.

## Nowe opowiadania starego astronoma
Kontynuacją książki są wydane w 2013 r. Nowe opowiadania starego astronoma. W tej książce przedstawione jest spojrzenie na badania Heweliusza oczami współczesnej astronomii, historia badań nad dziełem Kopernika De Revolutionibus, powstanie teleskopu Crossleya, rozdział poświęcony różnym nietypowym gwiazdom, omówione sylwetki Stefana Piotrowskiego oraz Włodzimierza Zonna. Przedstawione są też mało znane kwestie, takie jak historia powstania jednego z głównych polskich ośrodków astronomicznych: Centrum Astronomiczne im. Mikołaja Kopernika Polskiej Akademii Nauk w Warszawie (CAMK PAN), czy pozyskania przez tę instytucję komputera PDP-11/45.